# (12044) Fabbri
(12044) Fabbri (1997 FU) – planetoida z pasa głównego asteroid okrążająca Słońce w ciągu 4,18 lat w średniej odległości 2,59 j.a. Odkryta 29 marca 1997 roku.